# Infanticide
För infanticid i betydelsen dödande av barn, se barnadråp.
Ej att förväxlas med thrash metal-bandet Infanticide från Piteå.
Infanticide är ett svenskt Grindcore-band från Gästrikland bildat 2002. Bandet spelade i början typisk svensk Kängpunk men gick snart över till Grindcore med band som Napalm Death, Terrorizer och Extreme Noise Terror som största inspirationskällor. Infanticide har för närvarande kontrakt med Willowtip Records.
Namnet Infanticide är engelska för barnadråp.

## Medlemmar
Nuvarande medlemmar
- K.J	(Kristofer Jankarls) – basgitarr
- Kristoffer Lövgren – trummor
- Johan Malm – gitarr
- Simon Frid	– sång

Tidigare medlemmar
- Olle Hedenström – basgitarr

## Diskografi
Demo
- Ultra Violence Propaganda (2003)
- Global Death Sentence (2003)
- Promo 2005 (2005)

Studioalbum
- Extinction Scheme (2007, Emetic Records)
- From Our Cold, Dead Hands (2010, Willowtip Records)
- Misconception of Hope (2013, Willowtip Records)

EP
- Lunacy (2004, Yellow Dog Records)
- We Are the Enemy (2006, Yellow Dog Records)
- Sonic Punishment (2009, 625 Thrashcore)